# Фрутленд-Фоллз
Фрутленд-Фоллз (Fruitland Falls) — стрічковий каскадний водоспад на території CN (нац. залізниця) в Стоні-Крік, Гамільтон, штат Онтаріо, Канада.
Отримав власну назву від вулиці, поруч з якою струмок протікає нижче за течією на північ, — Fruitland Road.
Поблизу також розташовані наступні атракції:
будинок-музей бою,
```
Поле

чаші
 диявола,
Зона збереження 
чаші
 диявола,
Дом-музей Ерланда Лі,
```

- Bruce Trail[en],
- Dofasco 2000 Trail,
- Battlefield House Museum,

```
Devil's Punch Bowl,
Devil's Punch Bowl Conservation Area,
```

- Erland Lee House Museum,
- Ерланд-Фоллз[en][3]

## Як дістатися
Увага! Водоспад знаходиться на приватній території, — формально, щоб дістатися туди, потрібен дозвіл  власника.
Це прекрасний водоспад, який варто побачити, і він вартий довгої прогулянки до нього. Припаркуйтеся на Macdui Drive і прямуйте Брюс-Трейл на схід приблизно 800 м. Зустрівши Fruit Creek ідіть на південь, до залізничних колій, на південь від яких і розташований Fruitland-Falls.

### Карти
- Карта водоспаду Гамільтон [Архівовано 21 жовтня 2020 у Wayback Machine.] PDF. // http://map.hamilton.ca [Архівовано 29 червня 2020 у Wayback Machine.] [недоступне посилання]
- Карта: Водоспади Гамільтон // hamiltonnature.org